# Тангерюд
Тангерюд (азерб. Təngərüd тал. Tangaru) — крупное село в Астаринском районе Азербайджана.

## Этимология названия
Тонгарю — название села по талышски. Тонга — узкий, рю — река.

## Местоположение
Село находится на трассе Баку—Астара. С севера граничит с селом Пенсар, с юга с селом Машхан. Расстояние между селом и Астарой — 18 км, между селом и Баку — 295 км. Из села видны Талышские горы.

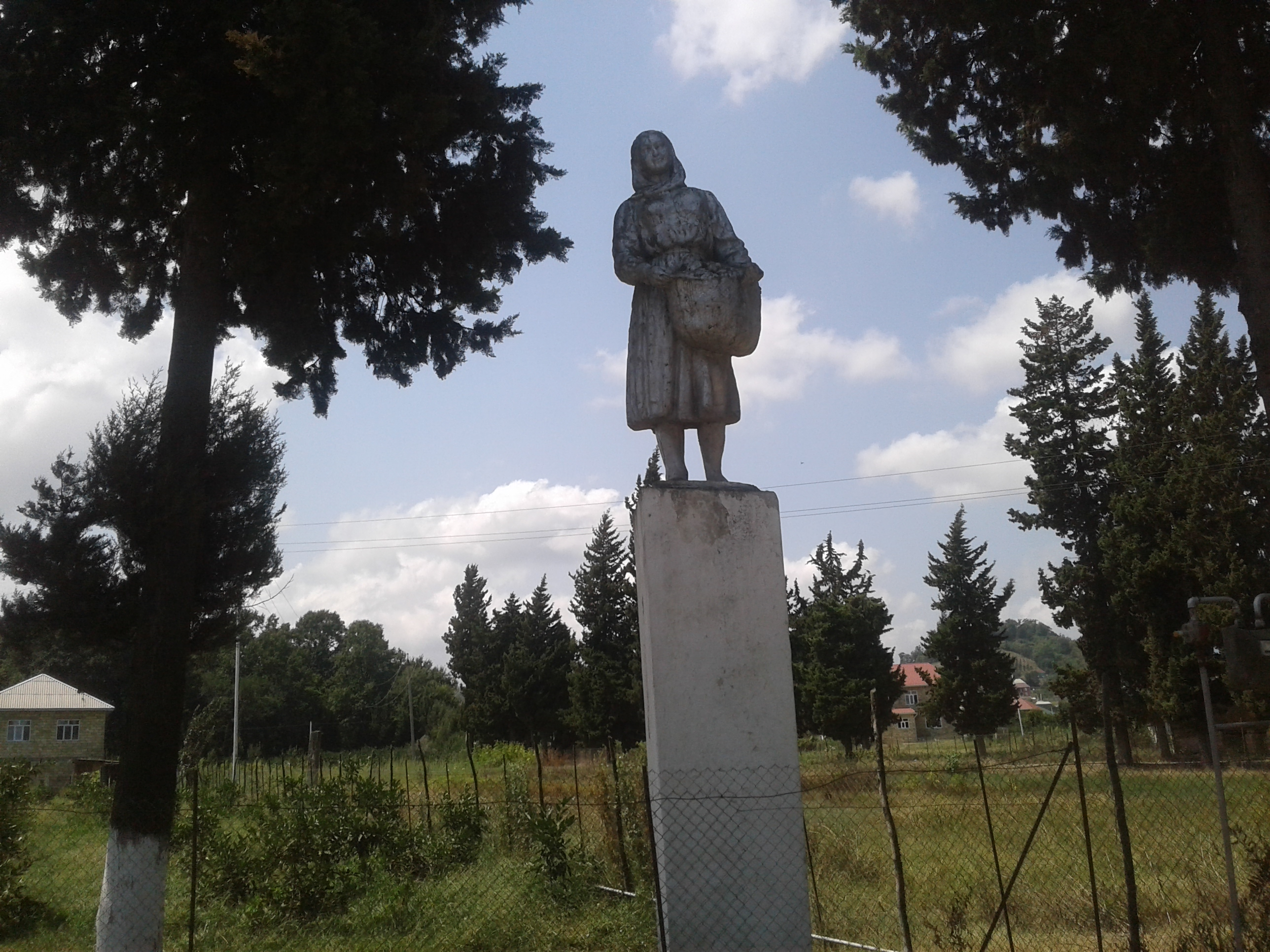
Памятник работнице совхоза

## История
В селе находится крепость Екдаст, мавзолей Баба Джабраила[кто?]. У Тангерюда до 1999 года был сельсовет, в котором состояло также соседнее село Машхан. В селе находился совхоз "Шафаг". С 1999 у Тангерюда собственный муниципалитет.

## Религия
В селе есть крупная мечеть.
100% населения — мусульмане. В Тангерюде крупная суннитская община

## Инфраструктура
В городе есть школа имени Самеда Вургуна, построенная в 1914 году. Школа была реконструирована с помощью фонда Гейдара Алиева в 2007 году. В школе 2 корпуса — 1-й для начального образования, 2-й для среднего и высшего. Дети до 6 лет ходят в детский сад. В селе также расположено почтовое отделение и больница.

## Известные выходцы
Гилал Мамедов — журналист

## Интересные факты
В селе был создан известный интернет-мем «Ты кто такой? Давай, до свидания!».